# Масалински рејон
Масалински рејон (азер. Masallı rayonu), једна је од 78 административно-територијалних јединица Азербејџана. Налази се у јужном делу земље, у пределу познатом као Ленкорански регион. Административни центар рејона се налази у граду Масали. 
Масалински рејон обухвата површину од 720 km² и има 202.500 становника (подаци из 2011). 
Административно, рејон се даље дели у 106 мањих општина.